# Osmundaceae
Osmundaceae (Осмундові) — єдина родина папоротеподібних рослин з порядку Osmundales. Види родини знайдені в тропічних і помірних регіонах світу. У Європі проживає один вид, Osmunda regalis L.

## Опис
Наземні папороті. Стебла прямостоячі. Листя 1,2 перисте. Спорангії знаходяться на нижньому боці листків або на спеціалізованих вайях або утворюють свого роду волоті. Спори зелені і напівсферичні. Викопні рослини з пермського періоду.

## Використання
Деякі види Osmunda вирощують як декоративні. Щільна маса коренів, яку утворюють види Osmunda використовують для підтримки зростання культивованих орхідей та інших епіфітів.

## Галерея

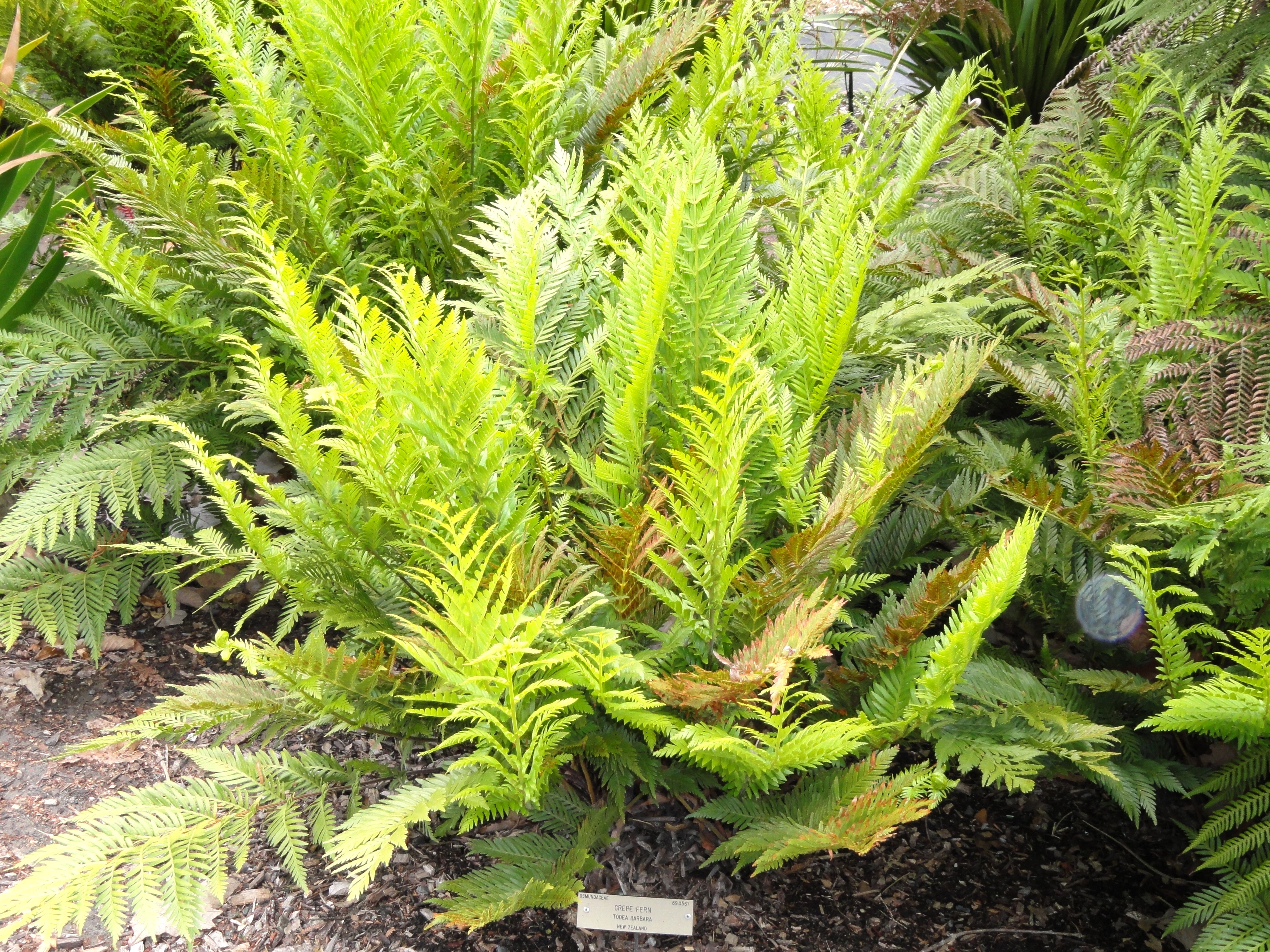
Todea barbara
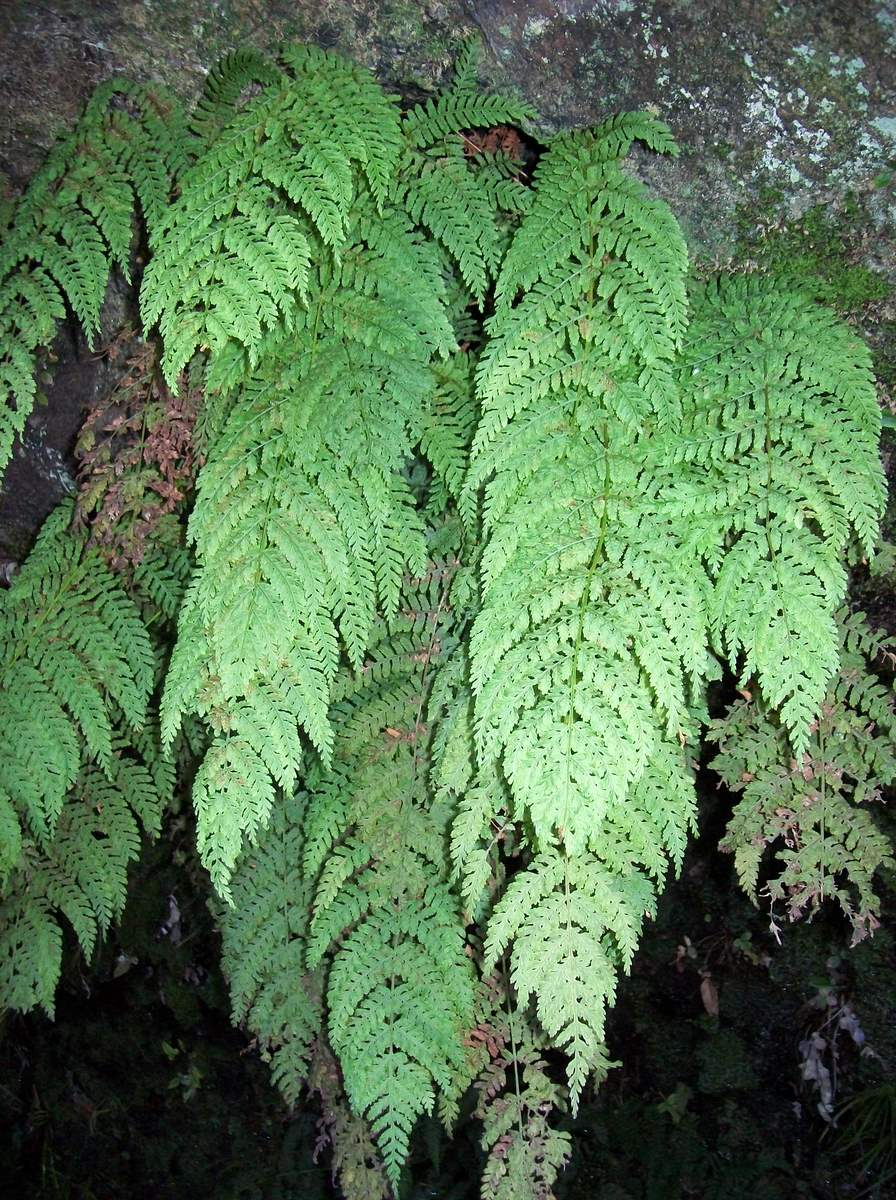
Leptopteris
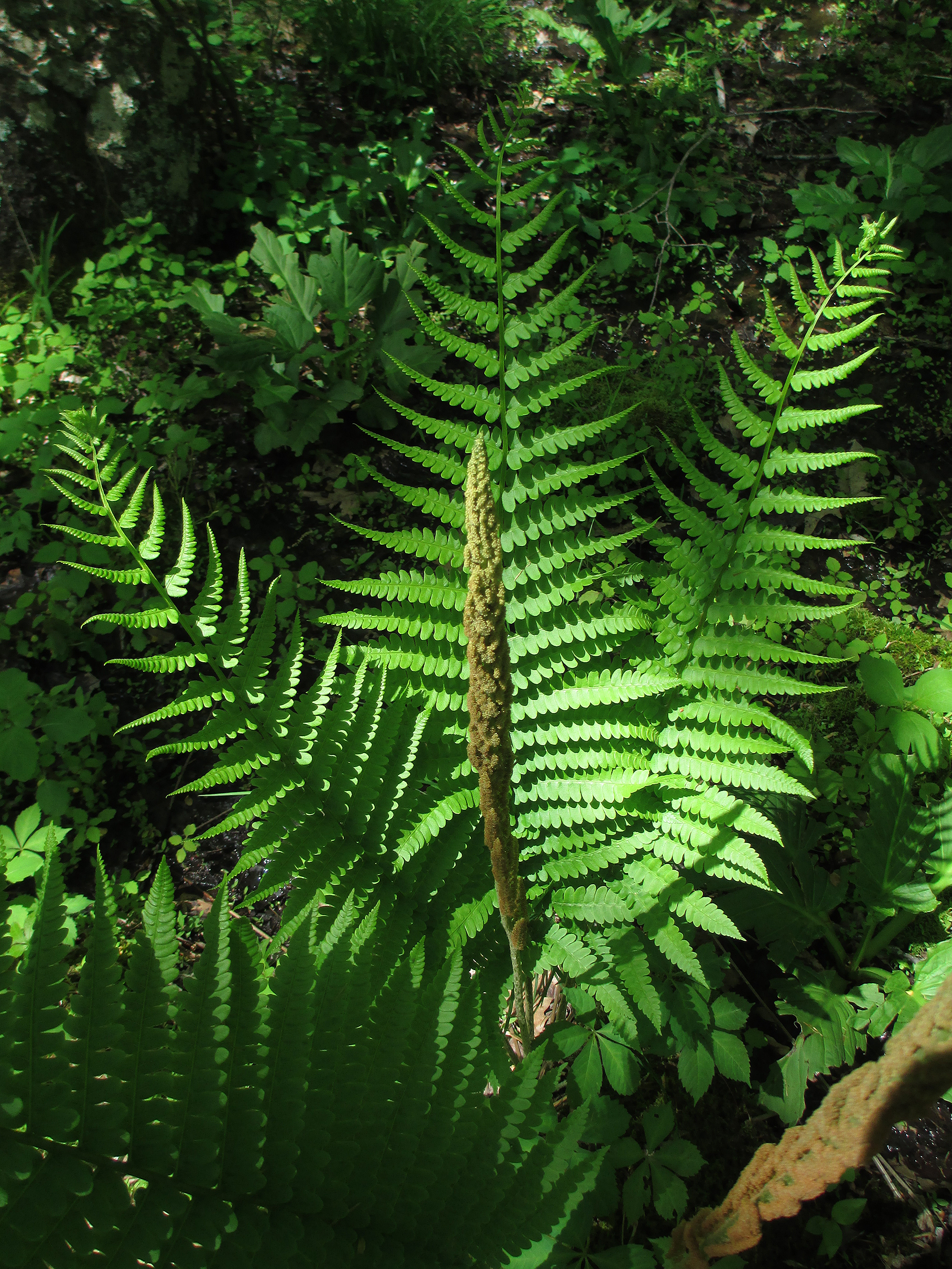
Osmundastrum cinnamomeum